# Crispino da Viterbo
Crispino da Viterbo, al secolo Pietro Fioretti (Viterbo, 13 novembre 1668 – Roma, 19 maggio 1750), è stato un religioso italiano, appartenente all'Ordine dei Frati Minori Cappuccini. È stato proclamato beato il 7 settembre 1806 da papa Pio VII e santo da papa Giovanni Paolo II il 20 giugno 1982.

## Biografia
Visse la prima infanzia in una famiglia molto povera: il padre morì quando egli era ancor giovanissimo, per cui dovette molto presto entrare in bottega, quella dello zio Francesco, ciabattino. Tuttavia, grazie all'interessamento di un padre carmelitano, poté frequentare le scuole pubbliche gestite dai gesuiti. All'età di venticinque anni entrò nell'Ordine dei Cappuccini adottando il nome di fra' Crispino, patrono dei calzolai. Pronunciati i voti nel 1694 entrò nel convento della Tolfa come cuoco. Qui fu l'autore del suo primo miracolo: la guarigione improvvisa di una donna colpita da una forma contagiosa d'influenza che aveva già portato alla tomba numerosi tolfetani. Presto la sua fama di taumaturgo si diffuse e per prudenza le autorità francescane disposero il suo trasferimento a Roma, che ebbe luogo nel 1697. Ammalatosi qui probabilmente di tisi, fu trasferito nel più salubre ambiente dei Castelli romani e quindi ad Albano. Qui ricevette più volte la visita di papa Clemente XI, durante i suoi soggiorni a Castel Gandolfo. Inviato a Monterotondo vi rimase per alcuni anni, trasferendosi poi nel 1709 ad Orvieto. Qui si dedicò alla questua quotidiana ed alle opere di assistenza agli ammalati di un ospizio a pochi chilometri da Orvieto, ove fu protagonista di numerose guarigioni miracolose. Ebbe anche l'occasione di prendersi cura di neonati abbandonati presso la porta del convento. Era solito mantenere un comportamento gioioso e scherzoso, il che gli procurò non pochi guai. Colpito da podagra e chiragra, nonostante si nutrisse con eccezionale parsimonia, trascorse gli ultimi due anni di vita praticamente a letto, che lasciava solo per andare a visitare altri gravi infermi ricoverati all'ospizio o nelle proprie case.
Morì di polmonite e fu sepolto in una cappella della chiesa del convento.

## Culto
La sua salma fu rimossa una prima volta in occasione della beatificazione (1806) da parte di papa Pio VII, per essere inumata nella cappella dedicata a San Francesco della medesima chiesa. Dal 1983, la salma fu traslata nella chiesa di San Paolo ai Cappuccini di Viterbo.
Memoria liturgica il 19 maggio.